# Neufreistett

Wappen von Neufreistett

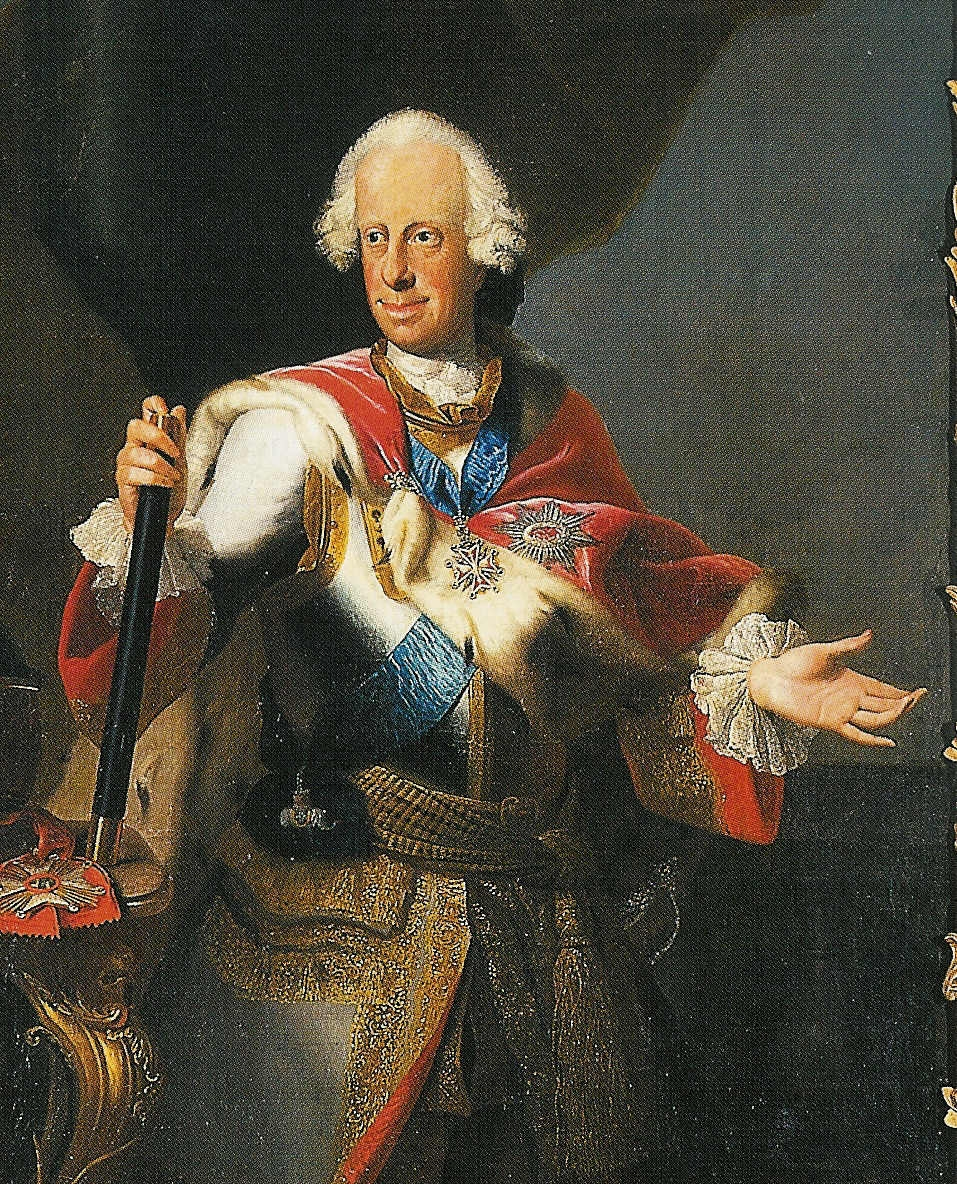
Landgraf Ludwig VIII. verlieh 1745 das Stadtrecht.

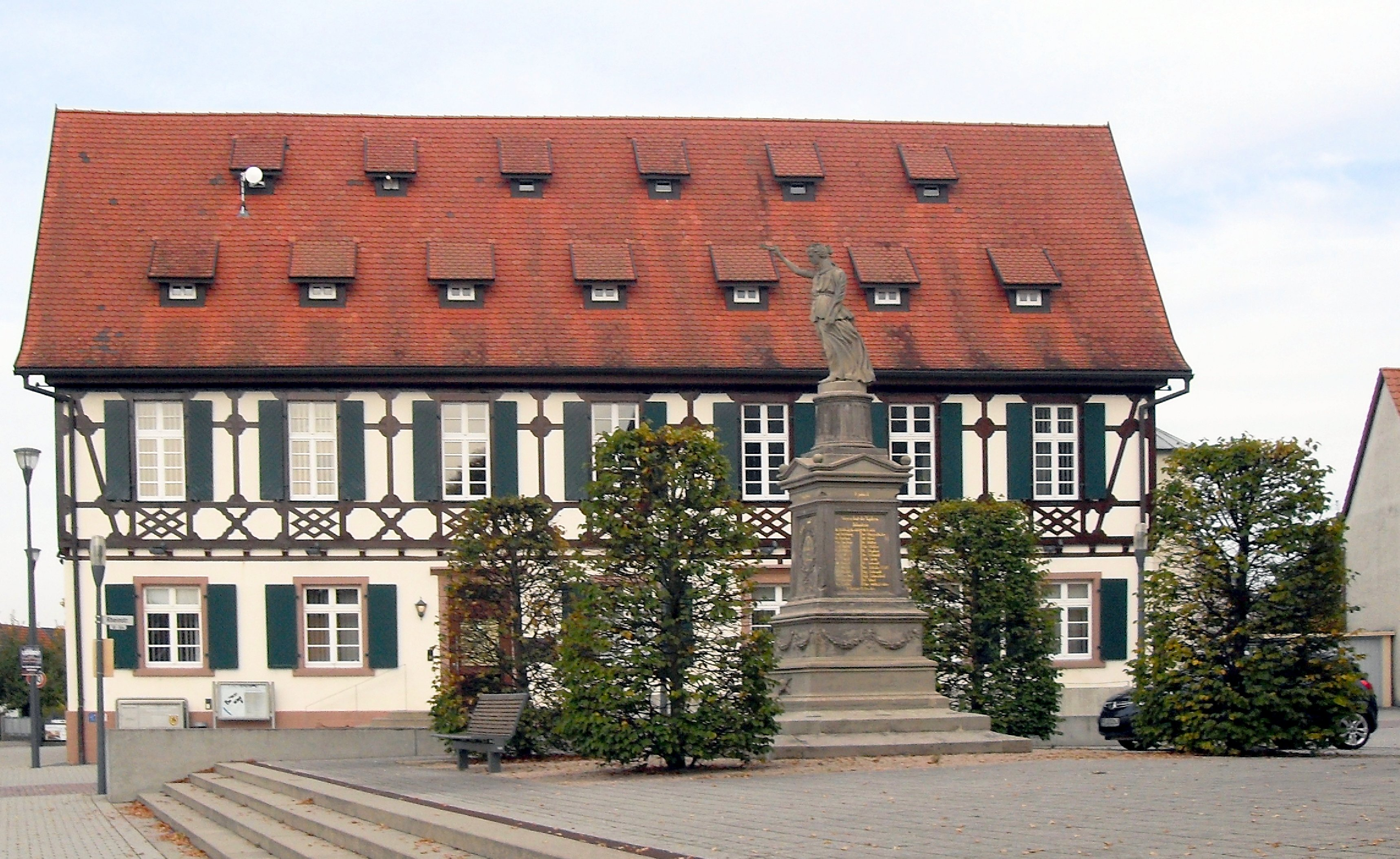
Das ehemalige „Kompagniehaus“, heute: Rathaus

Neufreistett ist ein Ortsteil von Freistett, das wiederum der Hauptort der baden-württembergischen Stadt Rheinau (Baden) ist.

## Geschichte
1730 erwarb der Straßburger Bankier Georg Daniel Kückh Grundbesitz in der Gemarkung Freistett. Freistett gehörte damals zum Amt Lichtenau der Grafschaft Hanau-Lichtenberg. Wenige Jahre später starb mit Graf Johann Reinhard III. 1736 der letzte männliche Vertreter dieses Hauses. Das Erbe – und damit auch das Amt Lichtenau mit Freistett – fiel an den Sohn seiner einzigen Tochter, Charlotte von Hanau-Lichtenberg, Landgraf Ludwig (IX.) von Hessen-Darmstadt, und Sohn des regierenden Landgrafen Ludwig VIII. von Hessen-Darmstadt.
1739 gründete Kückh eine Handelsgesellschaft. Er errichtete an der Stelle des heutigen Rathauses ein „Kompagniehaus“ als Ausgangspunkt für eine Stadtgründung. Ein Vertrag mit dem Landesherrn, Landgraf Ludwig VIII., und der Gemeinde Freistett sicherte eine eigene Gemarkungsfläche von 13 Hektar. Kückh ließ sich vom Landgrafen unter dem 14. Mai 1745 für seine Gründung Stadt- und Marktrecht verleihen und den Namen „Neufreistett“ genehmigen. Hier wohnten vorwiegend Kaufleute und Handwerker, unter ersteren auch jüdische Familien.
Wesentliche wirtschaftliche Grundlage sollte ein sieben Kilometer langer Floßkanal sein, der den Schwarzwald mit dem Rhein verbinden sollte. An diesem Projekt wurde von 1745 bis 1753 gearbeitet. Nachdem schon viel Arbeit und Geld in das Projekt investiert worden waren, scheiterte es am Widerstand der drei Gemeinden Renchen, Ulm und Waldulm. Kückh soll 1754 im Rhein ertrunken sein. Der Floßbetrieb auf dem Kanal wurde 1756 eingestellt. Ein Teil der heutigen Landstraße 87 zwischen Freistett und Achern verläuft auf der Trasse des früheren Kanals. 1783 wurde der Besitz von Kückh mit Ausnahme des Schlossgutes für 22.250 Gulden von der Gemeinde Freistett ersteigert. Die Grundstücke wurden in Parzellen aufgeteilt und an Freistetter Bürger weiterverkauft. Die Stadtgründung jedoch gedieh weiter.
Mit dem Reichsdeputationshauptschluss wurde das Amt Lichtenau und mit ihm Neufreistett 1803 dem neu gebildeten Kurfürstentum Baden zugeordnet. 1831 wurde in Neufreistett eine jüdische Gemeinde gegründet, die 1935 mit derjenigen von Rheinbischofsheim vereinigt wurde. Bis 1887 zeigte die Entwicklung der Einwohnerzahl eine steigende Tendenz. Sie war auf 400 angewachsen, davon gehörten 84 zur jüdischen Gemeinde. Folgend sank die Einwohnerzahl jedoch stark, 1925 war die Gesamtbevölkerung auf 307, von denen 46 der jüdischen Gemeinde angehörten, abgesunken. Das völlig verarmte Neufreistett wurde zum 1. April 1929 nach Freistett eingemeindet.